# Charles Brianchon
Charles Julien Brianchon (19 de diciembre de 1783-29 de abril de 1864) fue un matemático, químico y militar francés. Es especialmente conocido por la demostración que realizó del Teorema de Brianchon.

## Biografía
A la edad de dieciocho años ingresó en la Ecole Polytechnique de París, donde estudió con Gaspard Monge. Publicó su primera obra "Sur les surfaces courbes du second degrè" en el Journal de l’Ecole Polytechnique, incluso antes de graduarse. Se graduó en 1808, continuando su carrera académica. Abandonó sus estudios para unirse al ejército de Napoleón, donde pronto se convirtió en teniente de artillería y luchó valientemente en las campañas militares en Portugal y España. En 1813 se vio obligado a abandonar el ejército debido a problemas de salud graves. Posteriormente buscó un puesto en la enseñanza, pero tuvo que esperar hasta 1818 para obtener la cátedra en la Escuela de Artillería de la Guardia Real en Vincennes.
Durante estos años de desempleo, escribió varias obras de geometría proyectiva; en particular, entre 1816 y 1818 publicó varios artículos relacionados con el estudio de las cónicas.
Uno de estos artículos, escrito con Jean Victor Poncelet, "Recherches sur la dètermination d'une hyperbole èquilatère, au moyen de quatres condition onnèe" (1820), contiene una demostración del teorema del círculo de nueve puntos. Desde luego, no fue el primero en descubrir este teorema, pero sí fue el primero en dar una demostración y, por primera vez utilizó la denominación aún hoy en uso. A partir de 1823 se dedicó principalmente a la enseñanza.
A los veintiún años Brianchon redescubrió el teorema de Pascal, reformulándolo en su forma moderna:
"En un hexágono inscrito en una sección cónica, los tres puntos de intersección de los lados opuestos siempre se encuentran en una sola línea recta".

## Reconocimientos
- El teorema de Brianchon recibió esta denominación en su memoria.
- El cráter lunar Brianchon lleva este nombre en su honor.[4]

## Obras y artículos
- Sur les surfaces courbes du second degré de 1806
- Recherches sur la dètermination d'une hyperbole èquilatère, au moyen de quatres condition onnèe de 1820
- Essai chimique sur les réactions foudroyantes de (1825), donde expuso algunos de sus estudios sobre la pólvora